# ستيفان سامسون
ستيفان سامسون (بالفرنسية: Stéphane Samson)‏ هو لاعب كرة قدم فرنسي في مركز الهجوم، ولد في 3 سبتمبر 1975 في بيرناي في فرنسا. شارك مع منتخب فرنسا تحت 21 سنة لكرة القدم. أما مع النوادي، فقد لعب مع ستاد ريمس ونادي كاين ونادي كليرمونت 63 ونادي لومان ونادي لوهافر.

## وصلات خارجية
- ستيفان سامسون على موقع رابطة كرة القدم الفرنسية للمحترفين (الإنجليزية)
- ستيفان سامسون على موقع قاعدة بيانات كرة القدم.إي يو (الإنجليزية)
- ستيفان سامسون على موقع ليكيب (الفرنسية)